# Skrednarv
Skrednarv (Arenaria norvegica) är en växtart i familjen nejlikväxter. 